# Сулехув
Суле́хув (пол. Sulechów) — город в Польше, входит в Любушское воеводство, Зелёногурский повят. Имеет статус городско-сельской гмины. Занимает площадь 6,88 км². Население — 16 925 человек (на 2019 год).

## История
К 990 году территория, где сейчас расположен город, была завоёвана князем Мешко Первым и вошла в состав Силезии.

## Галерея

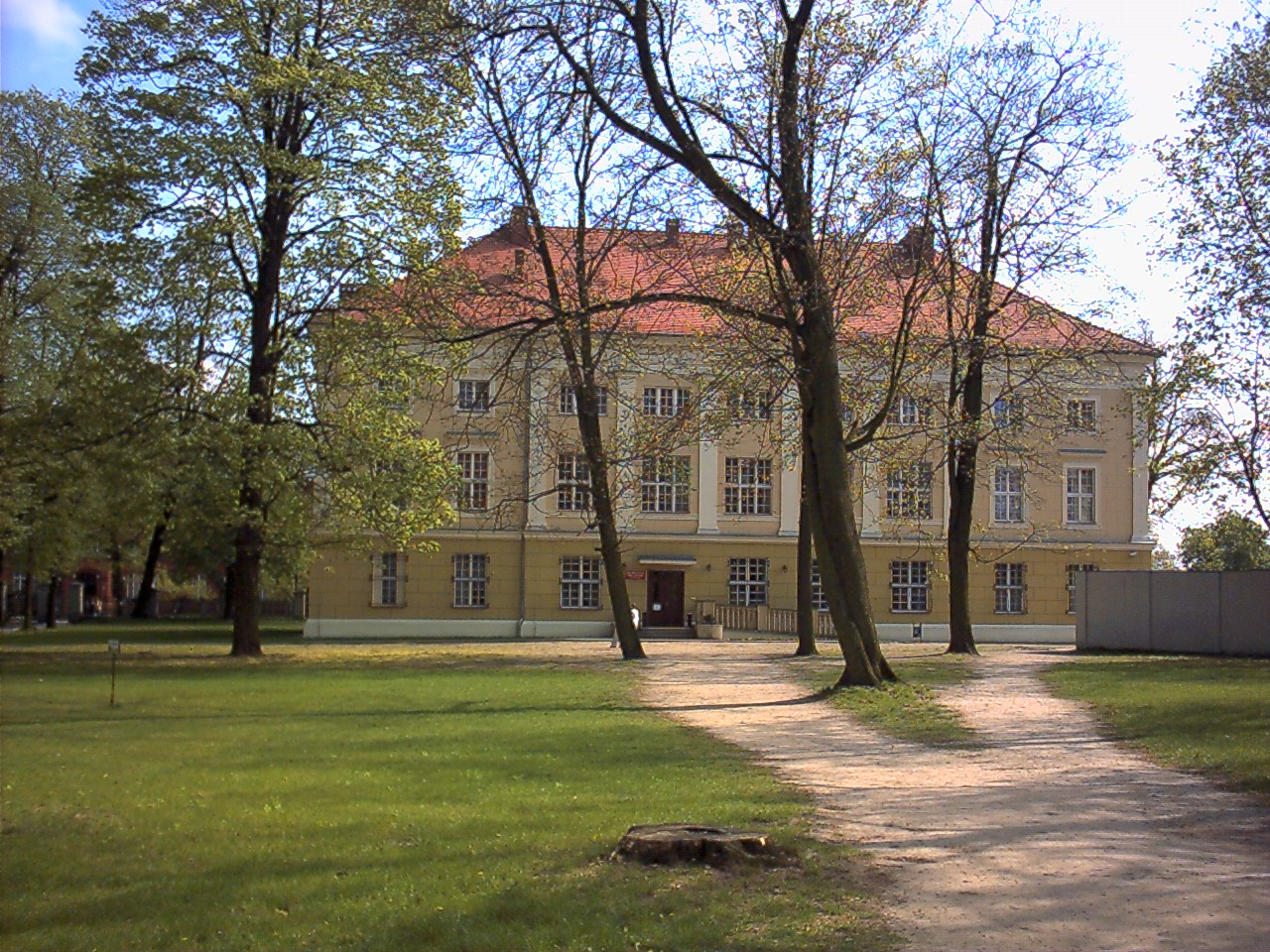
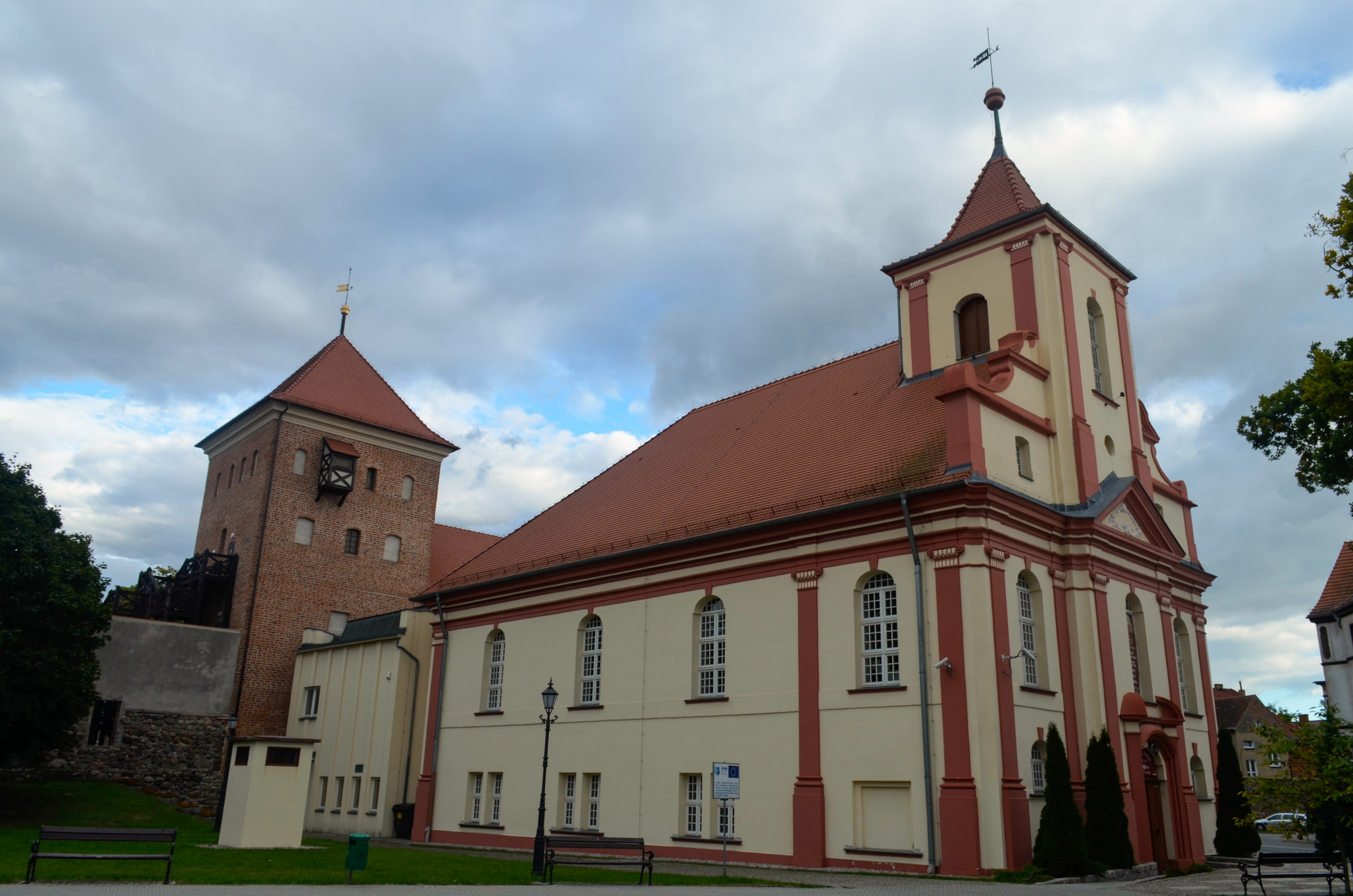
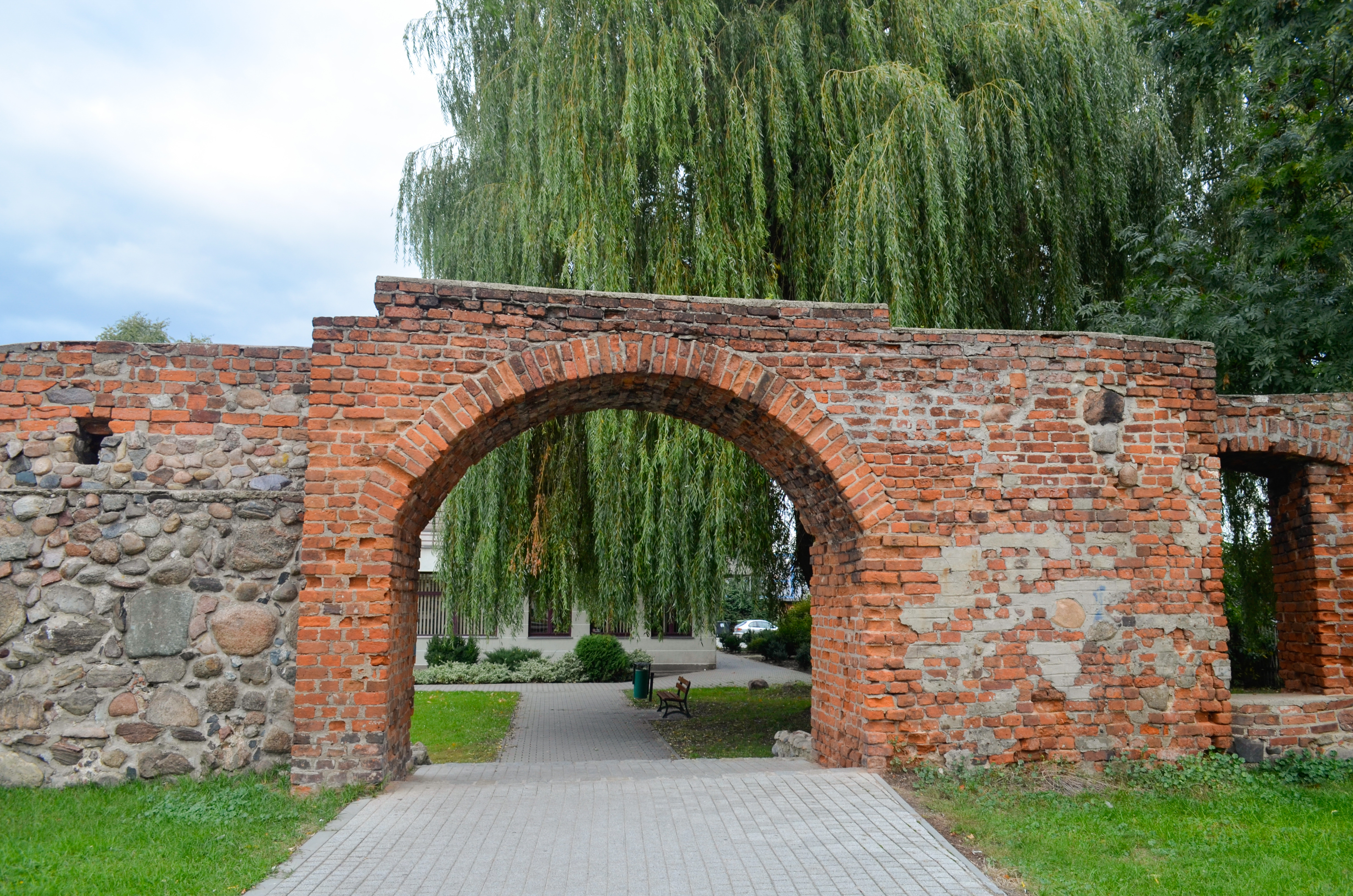
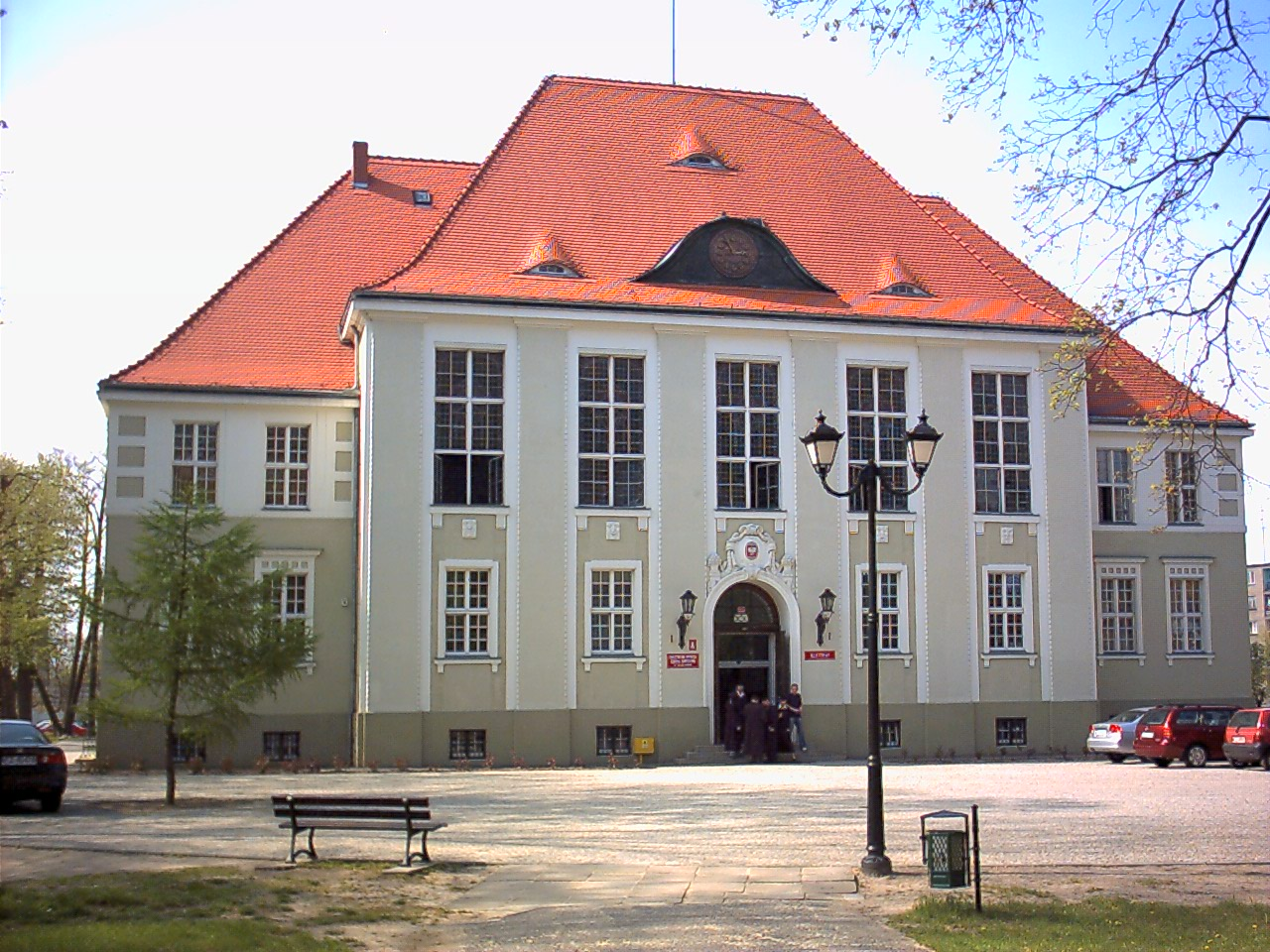
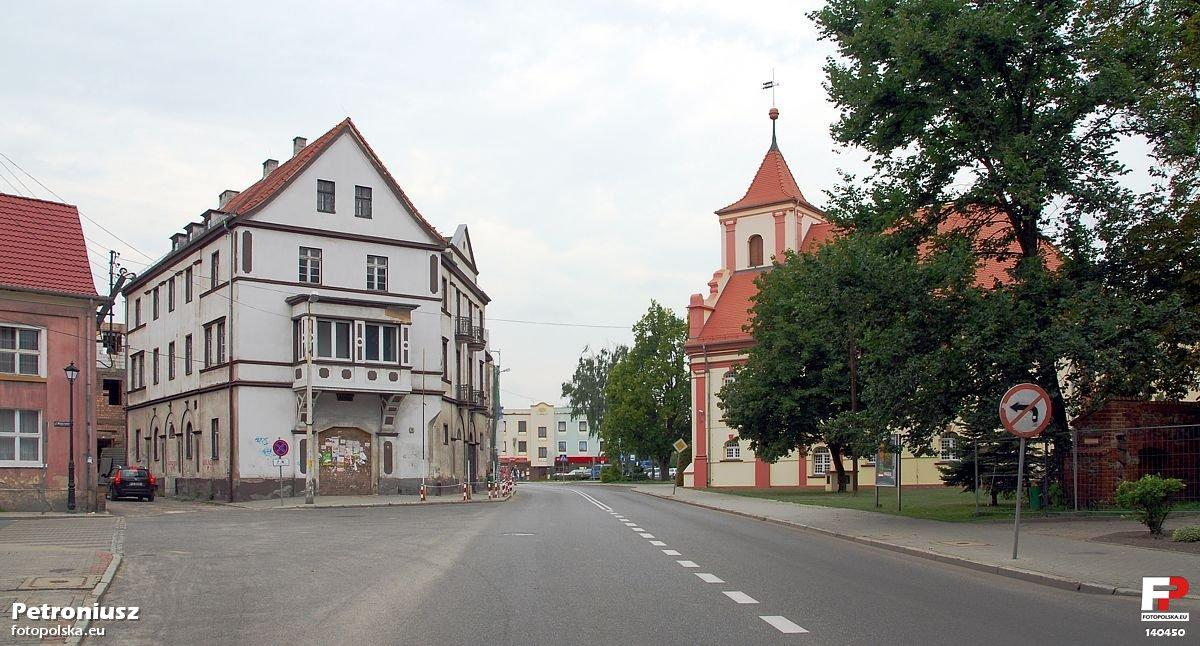
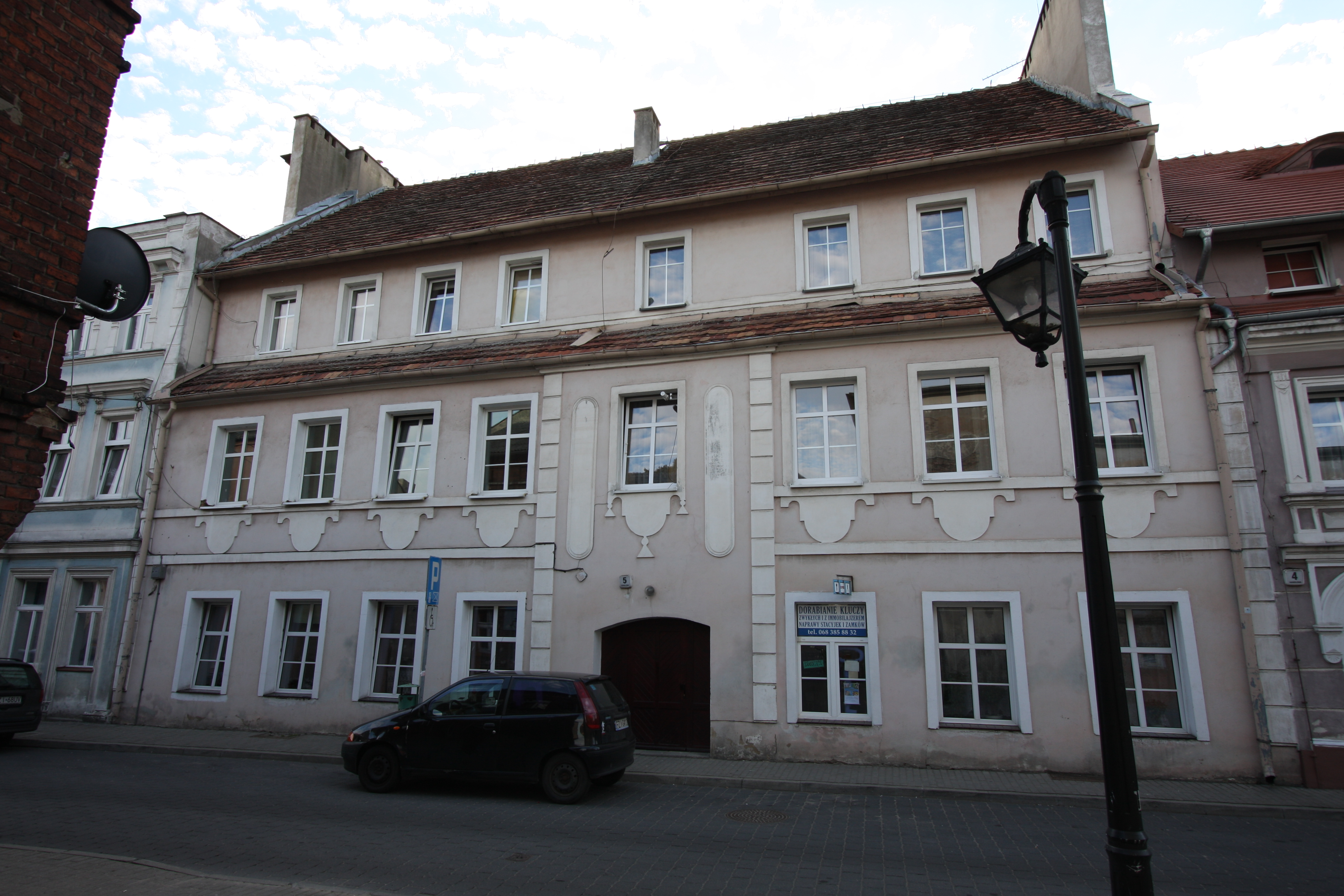
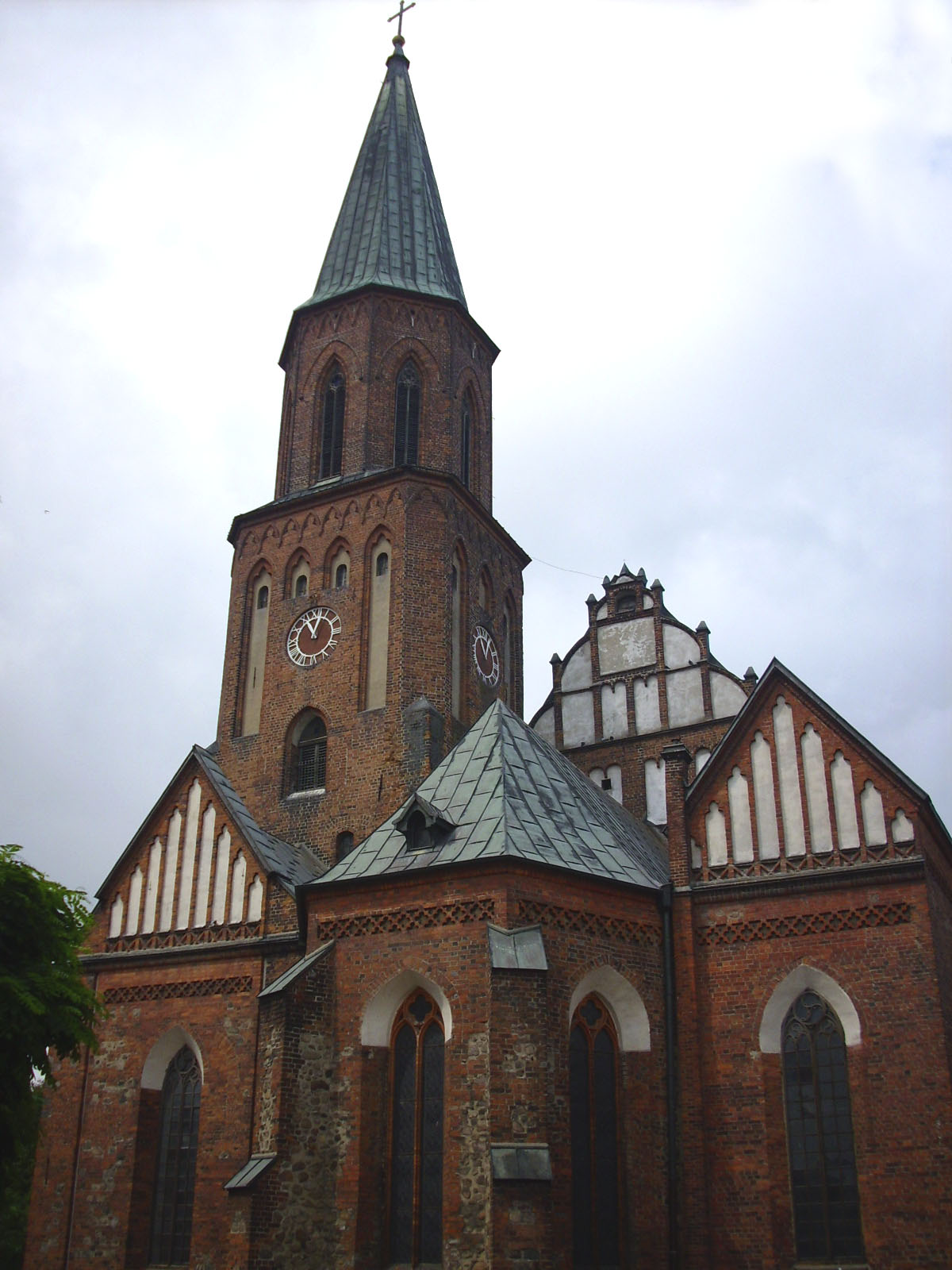
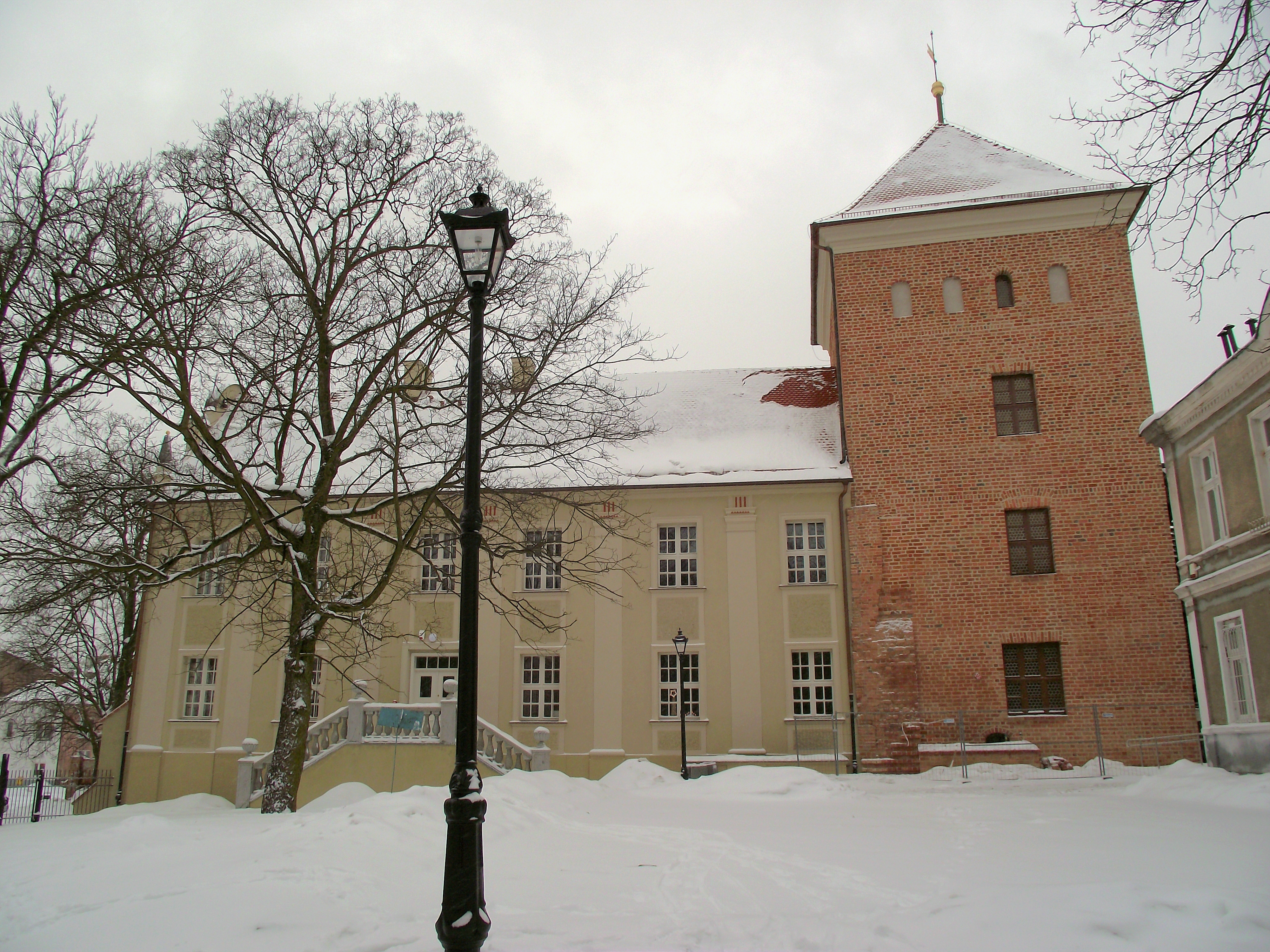